# Рјардо (Казерта)
Рјардо (итал. Riardo) је насеље у Италији у округу Казерта, региону Кампанија.
Према процени из 2011. у насељу је живело 1717 становника. Насеље се налази на надморској висини од 136 м.

## Становништво
| 1931. | 1936. | 1951. | 1961. | 1971. | 1981. | 1991. | 2001. | 2011. |
| ----- | ----- | ----- | ----- | ----- | ----- | ----- | ----- | ----- |
| 1.731 | 1.795 | 2.100 | 2.178 | 2.059 | 2.595 | 2.633 | 2.509 | 2.412 |